# レオニド・アンドレーエフ

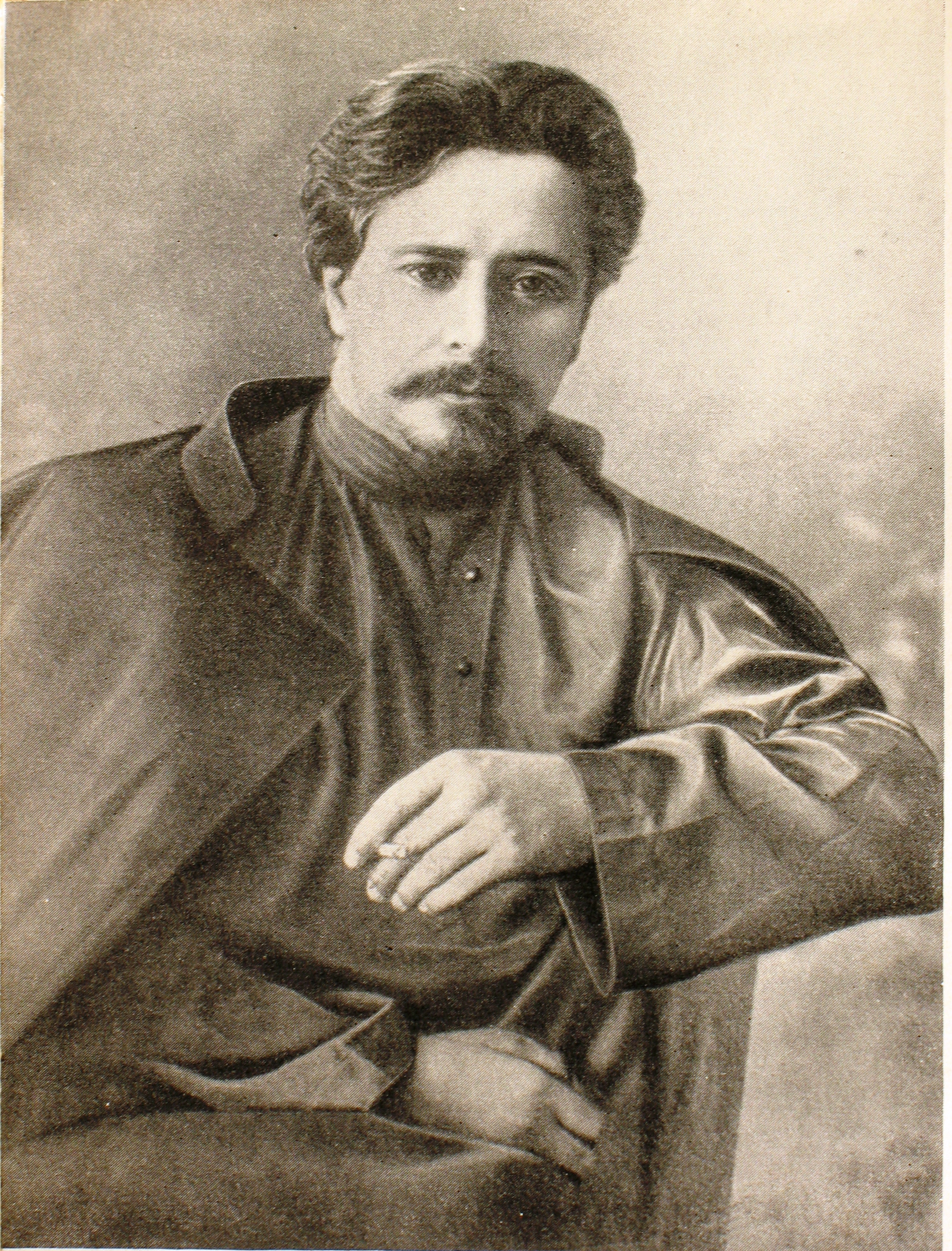
レオニド・アンドレーエフ

レオニド・アンドレーエフ（ロシア語：Леони́д Никола́евич Андре́ев、Leonid Nikolaevich Andreyev、1871年8月21日（ユリウス暦8月9日） - 1919年9月12日）は、20世紀はじめのロシアの作家である。ロシア第一革命の高揚とその後の反動の時代に生きた知識人の苦悩を描き、当時、世界的に有名な作家となった。

## 生涯
法律を学び、モスクワでしばらく弁護士として働いた後、ジャーナリストとなった。当時の知識人の大半と同じく、1905年の革命に同情的であり『ルースカヤ・ヴォーリャ　Русская воля』誌の有力な寄稿者であった。革命の失敗によって、保守的な勢力に転じた。1917年の革命後はドイツ、フランス、フィンランドへ逃れフィンランドで没した。

## 外国での紹介・評価
日本では1906年に『旅行』を上田敏が翻訳したのを皮切りに、1908年に二葉亭四迷が『血笑記』を翻訳、1909年になって、昇曙夢などの翻訳家・ロシア文学者たちの手により、多くの作品が翻訳された。日本滞在中の中国の文学者魯迅も翻訳小説集『域外小説集』に「嘘」「沈黙」の二篇のアンドレーエフの小説を収録した。夏目漱石も小宮豊隆と独訳本でアンドレーエフの小説の購読を行い、小説『それから』で主人公にアンドレーエフの『七刑人』を読書する場面を描いた。日本文学とくに大正期の文学にあたえた影響は大きく、志賀直哉作品にも影響をあたえたといわれる。

## 作品
- 『思想　Мысль』（1902年）
- 『深淵　Бездна』（1902年）
- 『かくあった　Так было』（1906年）
- 『闇　Тьма』（1907年）
- 『飢餓王　Царь Голод』（1908年）
- 『七死刑囚物語　Рассказ о семи повешенных』（1908年）
- 『サーシカ・ジェグローフ　Сашка Жегулёв』（1911年）

## 邦訳
- 『血笑記』二葉亭四迷訳 易風社 1908
- 『心 小説』上田敏訳 春陽堂 1909
- 『信仰 小説』中村吉蔵訳 杉本梁江堂ほか 1909
- 『人の一生』森鷗外訳 春陽堂 1911
- 『七死刑囚物語』相馬御風訳 海外文芸社 海外文芸叢書 1913
  - 『七死刑囚物語』小平武訳、河出書房新社 1975
  - 『紅の笑み・七人の死刑囚』徳弘康好訳、未知谷 2024 - 新訳
- 『アンドレエエフ戯曲選集 上巻』熊沢復六訳、1926 - 所収作品 飢餓王、アナテマ、大洋
- 『アナテマ』伊東六郎訳 泰平館書店 1913
- 『反逆者ユダ』西宮藤朝訳 赤坂書院 1914
  - 『イスカリオテのユダ』米川正夫訳 新潮社 海外文学新選 1924
  - 『イスカリオテのユダ』岡田和也訳、未知谷 2021 - 作品集の新訳
- 『星の世界へ』小山内薫訳 籾山書店 1914
  - 『星の世界に 全訳』守田有秋訳 日吉堂本店 1914
- 『露西亜現代文豪傑作集 第1編 アンドレーエフ傑作集』昇曙夢訳 大倉書店 1920
- 『救ひなき祈り』伊藤欽二訳 日本評論社出版部 1921
- 『アンドレエフ選集』宮原晃一郎訳　露西亜現代作家叢書 佐藤出版部 1921
- 『殴られる「あいつ」』吉田甲子太郎訳 玄文社出版部 1923
  - 『横っ面をはられる彼』熊沢復六,北村喜八訳 原姉社 1926
- 『アンドレエエフ戯曲選集』熊沢復六訳 原始社 1926-27
- 『隣人の愛』小山内薫訳 原始社 1926
- 『深淵 他』昇曙夢訳 創元文庫 1952
- 『悪魔の日記』小平武訳　20世紀のロシア小説 白水社 1972
- 『霧の中』原卓也訳 「世界文学全集 60」集英社 1979、新編「ギャラリー 世界の文学15　ロシアⅢ」 1990